# Бревино
Бревино — деревня в Большесельском сельском поселении Большесельского района Ярославской области.

## Население
По данным статистического сборника «Сельские населенные пункты Ярославской области на 1 января 2007 года», в деревне Бревино не числится постоянных жителей.

### Известные жители
- Федосеев, Александр Дмитриевич (1905—1968) — специалист в области огнеупорного и керамического сырья, лауреат Сталинской премии.

## География
Деревня расположена в юго-восточной части района, в верховьях реки Юхоть. Деревня стоит к северо-западу от Карачуновского болота, через которое протекает Юхоть. На расстоянии около 1 км к западу от Бревино стоит деревня Никифорцево. Обе деревни стоят на одном поле, окружённом лесом. В 2 км к юго-востоку от Бревино за лесом стоит деревня Доронино, около которой находится исток Юхоти. К северу от деревни находится район торфоразработок.